# Theodor Kotschy
Karl Georg Theodor Kotschy (Ustroń, Silésia Austríaca, 15 de abril de 1813 — Viena, 11 de junho de 1866), foi um explorador, botânico e colector de plantas austríaco que num conjunto de viagens ao Médio Oriente e ao norte de África reuniu cerca 300 000 especímenes de plantas. O género botânico Kotschya foi assim designado em sua honra.

## Biografia
Theodor Kotschy era filho do teólogo evangélico, pedagogo e botânico Carl Friedrich Kotschy. Entre 1836 e 1838 Kotschy,  acompanhado por Joseph Russegger, realizou uma viagem de investigação botânica e de exploração geográfica pela Cilicia, Síria, Egito e Sudão. Em 1839 visitou a região do Cordofão, em 1840 o Chipre e em 1841 a Ásia Menor.
Entre 1842 e 1843 empreendeu uma expedição à Pérsia, onde visitou Damavand, passando por Erzurum, Trebizonda e Constantinopla antes de regressar a Viena.
Em 1855 voltou a viajar pelo Egito e pela Palestina, em 1859 pelo Chipre, Ásia Menor e pelo Curdistão. Em 1862 visitou outra vez o Chipre e o norte da Síria.
Nestas viagens descreveu numerosas espécies de plantas e de animais, as quais hoje apresentam o sufixo Kotschyi nos seus nomes, entre elas um conhecido caranguejo de quatro pinças da ilha de Caraque, no Golfo Pérsico, hoje denominado Epixanthus kotschyi. A espécie Cyrtodactylus kotschyi também foi assim denominada em sua honra.
Kotschy é considerado como o fundador dos estudos orientalistas na Áustria.

## Obras
- Abbildungen und Beschreibungen neuer und seltener Thiere und Pflanzen, in Syrien und im westlichen Taurus gesammelt, 1843.
- Analecta botanica (em colaboração com Heinrich Wilhelm Schott e Carl Frederik Nyman), 1854
- Coniferen des Cilicischen Taurus (em colaboração com Franz Antoine), 1855.
- Die Eichen Europas und des Orients, 1858-1862.
- Plantae Tinneanae (em colaboração com Johann Joseph Peyritsch), 1867

## Fonte
- Jean Lescure & Bernard Le Garff, L'étymologie des noms d'amphibiens et de reptiles. Edições Belin, 2006. ISBN 2-7011-4142-7